# با من تماس بگیر (ترانه اریک پریدز)
«با من تماس بگیر» (به انگلیسی: Call on Me) ترانه‌ای از هنرمند اهل سوئد اریک پریدز، است که در سال ۲۰۰۴ میلادی منتشر شد.
این تک‌آهنگ در چارت‌های سوئد، فرانسه، اتریش، آلمان، نروژ در رتبه اول و در چارت‌های استرالیا، دانمارک، فنلاند، فلاندرز، جزو ده ترانه اول قرار گرفت.